# 红屋 (纽约州)
红屋（英語：Red House，塞内卡语：joë'hesta）是美国纽约州卡特罗格斯县的一个镇，地处卡特罗格斯县南部，同时位于萨拉曼卡以南，建于1869年。2010年美国人口普查时，该镇有38人，这也使其成为整个纽约州人口最少的城镇。